# اربز گات تلنت
اربز گات تلنت (انگلیسی: Arabs Got Talent و عربی: أرابز غوت تالنت)، یک مسابقه استعدادیابی تلویزیون واقع‌نما تهیه شده توسط مرکز پخش خاورمیانه تولید شده و از شبکه ام‌بی‌سی۴ پخش می‌شود. این برنامه نسخه عربی سری گات تلنت است. جایزه برنده ۵۰۰٬۰۰۰ ریال سعودی، یک کرایسلر ۳۰۰ و یک قرار داد با مرکز پخش خاورمیانه است.

## نتایج فصل‌ها
| فصل       | آغاز پخش        | مرحله نهایی   | برنده                               | دوم                             | سوم                         | جایزه!                                                             |
| --------- | --------------- | ------------- | ----------------------------------- | ------------------------------- | --------------------------- | ------------------------------------------------------------------ |
| فصل اول   | ۱۴ ژانویه ۲۰۱۱  | ۱۴ آوریل ۲۰۱۱ | مصر عمرو قطامش                      | مراکش نور الدین بنوقاص          | عربستان سعودی أحمد البایض   |                                                                    |
| فصل دوم   | ۶ آوریل ۲۰۱۲    | ۲۰ ژوئن ۲۰۱۲  | عربستان سعودیگروه خواطر الظلام      | الجزایر دالیة شیح               | امارات متحده عربی شما حمدان | شورلت کامارو و ۵۰۰٬۰۰۰ ریال سعودی                                  |
| فصل سوم   | ۱۴ سپتامبر ۲۰۱۳ | ۷ دسامبر ۲۰۱۳ | سوریه گروه سیما                     | ایالات متحده آمریکا جنیفر غراوت | فلسطین محمد الدیری          | کرایسلر ۳۰۰ و ۵۰۰٬۰۰۰ ریال سعودی                                   |
| فصل چهارم | ۲۰ دسامبر ۲۰۱۴  | ۷ مارس ۲۰۱۴   | مراکش الجزایر فرانسه صلاح إنترتاینر | مصر یاسمینا                     | سومالی ماراوا               | کرایسلر ۳۰۰سی، ۵۰۰٬۰۰۰ ریال سعودی و شرکت در نسخه بریتانیایی برنامه |
| فصل پنجم  | ۲۰ دسامبر ۲۰۱۵  | ۷ مارس ۲۰۱۵   | اردن ایمان بیشه                     | نورالدین بنوقاص                 | احمد الباید                 | کرایسلر ۳۰۰، ۵۰۰٬۰۰۰ ریال سعودی و شرکت در نسخه بریتانیایی برنامه   |